# Wilhelm Dambacher
Wilhelm Dambacher (* 11. Juni 1905 in Ulm; † 12. November 1966 ebenda) war ein deutscher Politiker und Landrat des Landkreises Ulm.

## Ausbildung und Beruf
Dambacher, Sohn eines Spenglermeisters und evangelischer Konfession, besuchte das Realgymnasium Ulm und legte 1923 das Abitur ab. Von 1923 bis 1927 war er Lehrling und Bankbeamter bei der Darmstädter und National-Bank Ulm. Von 1927 bis 1931 studierte er Rechtswissenschaften in Tübingen, Kiel und Berlin. Er legte die 1. und 2. höhere Justizdienstprüfung ab.
Er war von 1934 bis 1936 Gerichtsassessor bei den Oberämtern Künzelsau und Ulm sowie der Polizeidirektion Ulm. Von 1936 bis 1938 war er Regierungsassessor bei der Polizeidirektion sowie den Oberämtern Neckarsulm und Heilbronn. 1938 wurde er zum Regierungsrat ernannt und war zunächst zweiter Mann der Polizeidirektion Heilbronn, bis er während des Zweiten Weltkriegs wieder nach Ulm kam. 1941 erhielt er das Kriegsverdienstkreuz II. Klasse mit Schwertern. Von 1943 bis 1945 war er zur Wehrmacht eingezogen. Er wurde am 24. April 1945 von der Militärregierung zunächst als kommissarischer Polizeidirektor bestätigt, aber zum 1. Juli 1945 von dieser vorläufig des Dienstes enthoben.
Dambacher war Mitglied der NSDAP, sagte aber nach 1945 aus, durch „Nichtbetätigung in der Partei“ Nachteile erlitten zu haben. Bei der Entnazifizierung wurde er als Mitläufer eingestuft. Erneute Ermittlungen Anfang der 1960er Jahre wurden aufgrund von Verjährung wieder eingestellt.
1947 trat er als Angestellter in den Dienst des Landratsamtes Ulm und wurde bereits kurz darauf zum stellvertretenden Landrat ernannt. 1947 wurde er Regierungsrat und 1950 Oberregierungsrat.
Er war von 1953 bis zu seinem Tod 1966 Landrat des Landkreises Ulm. Als Landrat war er parteilos.